# Василий (Шуан)
Епи́скоп Васи́лий (кит. 主教瓦西里, в миру Шуа́н Я́о, кит. 姚福安, Yao Fu’an или Я́о Шуанли́нь, кит. 姚双林 в крещении Игнатий; 23 декабря 1888, Пекин, Китай — 3 января 1962, Пекин, Китай) — епископ Китайской автономной православной церкви с титулом «епи́скоп Пеки́нский и Кита́йский».

## Биография
Родился 23 декабря 1888 года в году Пекине в албазинской семье Яо (Яковлевых). Крещён с именем Игнатий.
Окончил духовную семинарию при духовной Миссии в Пекине. В 1910 году был командирован в Тяньцзинь в местности Хэ-дун в качестве катехизатора с жалованьем к девять долларов в месяц. Как писал архимандрит Авраамий (Часовников), «Малоопытный почти ещё ребенок, он должен был преподавать ученикам наши огласительные книги, по росписанию в послеобеденное время».
11 мая 1915 года епископом Иннокентием (Фигуровским), начальником Российской духовной миссии в Китае, рукоположён в сан диакона. В 1920-е годы работал в типографии при Русской духовной миссии в Пекине.
В 1948 году рукоположён во священника, а 30 августа 1948 года архиепископом Виктором (Святиным) был пострижен в монашество с именем Василий и по возведении в сан игумена назначен духовником Успенского мужского и Покровского женского монастырей в Пекине.
В июле 1950 года, по указу Патриарха Московского и всея Руси Алексия (Симанского), возведён в сан архимандрита, а в декабре 1950 года назначен заведующим Катехизаторской школой Миссии и членом Управления Восточно-Азиатского экзархата. С февраля 1951 года — член Совета Духовной Миссии.
Создание Катехезаторской школы в Пекине, которую возглавил архимандрит Василий, было первым шагом на пути к созданию китайского клира.
Архиепископ Виктор полагал, что для успешного развития миссионерской работы необходим и второй китайский епископ. В своем рапорте Патриарху от 16 февраля 1951 года он представил к хиротонии во епископа духовника Миссии архимандрита Василия (Шуана). Предполагалось назначение архимандрита Василия на Тяньцзиньскую кафедру, освободившуюся 26 сентября 1950 года после назначения епископа Симеона (Ду) на Шанхайскую кафедру, но архимандрит Василий, сославшись на своё недостоинство и свою немощь, отказался быть епископом, продолжая оставаться настоятелем Успенского кафедрального собора в года Пекине и временным управляющим Пекинской епархией.
24 апреля 1956 года начальник отдела по делам религий при Госсовете КНР Хэ Чэнсян дал согласие на назначение архимандрита Василия (Шуана) епископом Пекинским. Он должен был также временно исполнять обязанности главы Китайской Православной Церкви. Архиепископу Виктору было предложено сдать ему все церковные дела и имущество Пекинской епархии.
23 ноября 1956 года Священный Синод Русской православной церкви под председательством Патриарха проект о даровании автономии Китайской Православной Церкви был утвержден, как и представление о хиротонии во епископа Пекинского архимандрита Василия (Шуана).
В начале января 1957 года Отдел культов при Госсовете КНР дал свое согласие на поездку архимандрита Василия в Москву и на его хиротонию во епископа Китайского. Архимандрит Василий в сопровождении протоиерея Леонида Лю и протоиерея Аникиты Вана выехал в Москву 16 мая и прибыл через 8 дней, 24 мая 1957 года.
28 мая 1957 года в зале заседаний Священного Синода Русской Православной Церкви состоялось его наречение во епископа Пекинского. 30 мая 1957 года в Преображенском храме города Москвы, Василий (Шуан) был хиротонисан во епископа Пекинского и Китайского. Чин хиротонии совершали: митрополит Крутицкий и Коломенский Николай (Ярушевич), архиепископ Краснодарский и Кубанский Виктор (Святин) и архиепископ Можайский Макарий (Даев). После хиротонии с 31 мая по 6 июня вместе с другими представителями из Китая побывал в Одессе и Киеве.
Однако став епископом Пекинским, он так официально и не возглавил Китайскую автономную православную церковь так как предстоятель Китайской православной Церкви должен был быть избран Поместным Собором. Однако позиция епископа Симеона (Ду), фактически способствовавшего разделению клира на два соперничающих лагеря, помешала созванию этого Собора.
Харбинское епархиальное управление обратилось к епископу Василию 28 сентября 1957 года с просьбой посетить епархию. По разрешению Отдела культов епископ Василий выехал в Харбин 5 октября 1957 года. К тому времени в Харбине оставалось до 5 000 православных, из которых около 2 000 ждали разрешения на выезд в СССР и Австралию. Епархиальное управление обратилось к епископу Василию с просьбой принять на себя управление Харбинской епархией. Из Москвы митрополит Николай (Ярушевич) писал секретарю епархии протоиерею Аниките Вану, что владыка Василий по просьбе епархиального Совета может считаться Управляющим Харбинской епархией. В Харбине за богослужением стали возносить имя епископа Василия. Однако сам преосвященный, ссылаясь на то, что не в состоянии справляться с проблемами даже своей Пекинской епархии, доложил Патриарху Алексию, что, по его мнению, Харбинская епархия должна управляться епархиальным советом совместно с местными государственными властями.

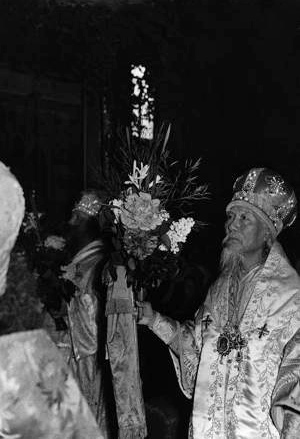
Епископ Пекинский и Китайский Василий.

В конце 50-х уже повсеместно чувствовалось приближение «культурной революции». В письме от 29 января 1958 года епископ Василий писал архиепископу Виктору (Святину): «Мы в неделю два раза учимся политграмоте…». К этому времени около 70 % пекинских служащих были переведены на сельскохозяйственные работы — движение это коснулось и бывших насельников Бэйгуаня. Иногда епископ Василий отправлял письма в Краснодар архиепископу Виктору. В 1959 году китайские власти предложили покинуть пределы КНР всем русским, не имевшим гражданства КНР. Православных китайцев оставалось совсем мало.
26 февраля 1960 года протоиерей Николай Ли сообщил митрополиту Николаю о том, что епископ Василий серьёзно болен. 14 февраля 1960 года «епископ Василий стал проявлять признаки ненормального поведения…». Накануне дня памяти китайских мучеников, 23 июня 1961 года его состояние резко ухудшилось — упав с кровати, он сломал бедро правой ноги.
Скончался 3 января 1962 года в 9 часов вечера в Пекине от инсульта. Облаченный в архиерейские одежды, он был перенесен в Успенский храм, где и служили первую панихиду. 5 января из Тяньцзиня в Пекин прибыл протоиерей Иоанн Ду, а из Харбина — протоиерей Аникита Ван и священник Григорий Чжу. По очереди они читали Евангелие у гроба. 11 января протоиерей Николай Ли совершил чин погребения в сослужении прибывшего духовенства и в присутствии представителей Главного управления по делам культов КНР. По выносе тела из храма на грузовике гроб с телом владыки Василия перевезли на кладбище за Аньдинмэньскими воротами, где в храме преподобного Серафима Саровского протоиерей Леонид Лю совершил последнюю заупокойную литургию. Похоронен рядом с митрополитом Пекинским Иннокентием и архиепископом Пекинским Симоном. Там же покоились святые мощи мучеников боксёрского восстания. О погребении последнего Пекинского епископа протоиерей Николай Ли сообщил в Москву лишь 30 июня 1962 года.

## Публикации
- Пасхальные приветствия, полученные Святейшим Патриархом Алексием от Предстоятелей Православных Церквей // Журнал Московской Патриархии. 1959. — № 6. — С. 11.